# Брённёй
Брённёй — коммуна в фюльке Нурланн в Норвегии. Является частью исторического региона Хельгеланд. Административный и коммерческий центр региона — город Брённёйсунн. Второй центр — деревня Хоммелстё.

## Общая информация

### Название
Коммуна (первоначально приход) был назван в честь маленького острова Брённёя (старонорвежский: Brunnøy), поскольку там была построена первая церковь. Первая часть названия острова brunnr означает колодец, окончание — слово Øy, означает остров. (Острова со скважинами пресной воды были очень важны для мореплавателей).

### Герб
У коммуны современный герб. Он был принят 20 мая 1988 года. На гербе изображён бакен, используемый в гавани для направления кораблей. Он символизирует важность гавани для коммуны.

## История и экономика

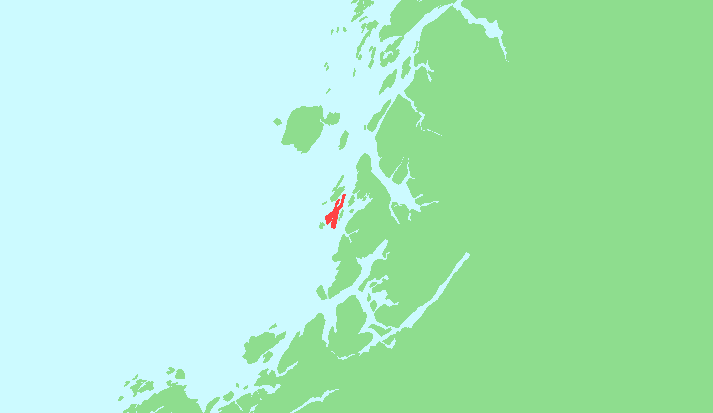
Остров Тургет. Большой, округлый остров северо-западнее Тургета является главным островом архипелага Вега

Коммуна Брённёй была официально учреждена 1 января 1838 года. Позднее от неё были отсоединены три коммуны: Велфьорд в 1875 году, Сёмна в 1901 году и город Брённёйсунн в 1923 году. Однако 1 января 1964 года опять вошли в состав коммуны Брённёй. Сёмна была снова отделена от Бренная 1 января 1977 года.
Регистрационный центр Брённёйсунда является важным для работодателей.
На территории коммуны находятся одни из крупнейших известняковых рудников в Северной Европе.

## География
Коммуна имеет живописную разнообразную природу с большим количеством островков, озёр (таких, как Эйдеватнет), гор и плодородных сельскохозяйственных территорий. Брённёй граничит с коммунами Вега и Вевельстад на севере, Вефсн и Гране на востоке, Биндал и Сёмна на юге.

## Природа
На юго-западе коммуны находится остров Тургет, на котором находится гора Тургхаттен, которая известна сквозным отверстием. Самый северный в мире природный липовый лес растёт в Брённёйе и является частью тропических лесов заповедников Грёнлидален и Сторхауген. Также в коммуне расположены заповедники Стромпдален и Нурсвер, которые являются местами гнездования богатого разнообразия морских птиц.
|                         |  |                                                             |  |             |  |
| Вид на Тургхаттен с юга |  | Прибрежная низменность Страндфлатен образует много островов |  | Бьёрнхолмен |  |